# 莱奥·洛泽特
莱奥·洛泽特（德語：Leo Losert，1902年10月31日—1982年10月22日），奥地利男子赛艇运动员。他曾代表奥地利参加1928年夏季奥林匹克运动会赛艇比赛，搭档维克托·弗莱斯尔获得男子双人双桨铜牌。